# Kryptofázie
Kryptofázie je jazykovým jevem, ke kterému dochází u dvojčat. Znamená to, že si dvojčata (jednovaječná nebo dvojvaječná) vytvoří (v dětském věku) tajný jazyk, kterému nikdo jiný nerozumí. Původ slova kryptofázie je v řečtině a v překladu znamená tajná řeč. Kryptofázie je často spojovaná s idiglosií, což je jakýkoli tajný jazyk, který používá buď jeden člověk nebo jen velmi málo lidí.
Kryptofázie také může způsobit zpoždění jazykového vývoje u dvojčat, protože mluví častěji jazykem, který má malou slovní zásobu a nedodržuje gramatiku, místo toho, aby mluvili jazykem rodičů.

## Klasifikace
Kryptofázie se objevuje u více než poloviny dvojčat.
Jazyk kryptofázie většinou sestává z onomatopoií, neologismů a hlavně ze slov jazyka rodičů, která jsou upravena omezenými fonologickými možnostmi malých dětí. Tato slovo mohou být pro rodiče naprosto nesrozumitelná, také proto že v jazyce kryptofázie postrádají morfologii a slovosled.